# Joseph Eggleston
Joseph Eggleston (* 24. November 1754 im Middlesex County, Colony of Virginia; † 13. Februar 1811 im Amelia County, Virginia) war ein US-amerikanischer Politiker. Zwischen 1798 und 1801 vertrat er den Bundesstaat Virginia im US-Repräsentantenhaus.

## Werdegang
Im Alter von vier Jahren kam Joseph Eggleston auf die Plantage seines Vaters. Er genoss eine private Schulausbildung und besuchte danach bis 1776 das College of William & Mary in Williamsburg. Eggleston schloss sich der amerikanischen Revolution an und diente als Hauptmann sowie später als Major in einer Kavallerieeinheit (Lee’s Lighthorse Cavalry), die zur Kontinentalarmee gehörte. Nach dem Krieg arbeitete er in der Landwirtschaft auf der Plantage seines Vaters. Nach dessen Tod im Jahr 1792 erbte er dessen Besitzungen, die er weiter ausbaute. Gleichzeitig schlug er eine politische Laufbahn ein. Zwischen 1785 und 1788 sowie nochmals von 1791 bis 1799 saß er im Abgeordnetenhaus von Virginia. Ende der 1790er Jahre wurde er Mitglied der von Thomas Jefferson gegründeten Demokratisch-Republikanischen Partei.
Nach dem Rücktritt des Abgeordneten  William Branch Giles wurde Eggleston bei der fälligen Nachwahl für den neunten Sitz von Virginia als dessen Nachfolger in das damals noch in Philadelphia tagende US-Repräsentantenhaus gewählt, wo er am 3. Dezember 1798 sein neues Mandat antrat. Nach einer Wiederwahl konnte er bis zum 3. März 1801 im Kongress verbleiben. Während dieser Zeit wurde im Jahr 1800 die neue Bundeshauptstadt Washington, D.C. bezogen. Im Jahr 1800 verzichtete er auf eine weitere Kandidatur.
Nach dem Ende seiner Zeit im US-Repräsentantenhaus betätigte sich Eggleston wieder auf seinen landwirtschaftlichen Besitzungen. Ab 1801 war er in seiner Heimat auch Friedensrichter. Er starb am 13. Februar 1811 im Amelia County. Joseph Eggleston war zwei Mal verheiratet und hatte insgesamt fünf Kinder. Sein Neffe William S. Archer (1789–1855) vertrat den Staat Virginia in beiden Kammerns des Kongresses.